# ルブンバシ国際空港
ルブンバシ国際空港（英: Lubumbashi International Airport）はコンゴ民主共和国のルブンバシにある国際空港である。

## 就航路線
| 航空会社                                 | 就航地                                                      |
| ---------------------------------------- | ----------------------------------------------------------- |
| コンパニー・アフリケーヌ・ダヴィアシオン | カレミ, カナンガ, キンシャサ/ヌジリ, ムブジマイ, コルヴェジ |
| コンゴ・エアウェイズ                     | キンシャサ/ヌジリ                                           |
| エア ファスト コンゴ                     | コルヴェジ,カミナ,マノノ                                    |
| エア・タンザニア                         | ダルエスサラーム                                            |
| エチオピア航空                           | アジスアベバ                                                |
| ケニア航空                               | ナイロビ/ジョモ・ケニヤッタ、ンドラ                         |
| エアリンク                               | ヨハネスブルグ/O・R・タンボ                                 |

### 貨物
| 航空会社         | 就航地           |
| ---------------- | ---------------- |
| クプカ・キングス | ダーバン, ンドラ |

## 歴史
ルブンバシ空港は植民地時代にエリザベートヴィル空港として建設された。同空港はルアノ空港の名でも知られた。この空港はコンゴ動乱の際に重要な拠点となった。動乱後には国際連合のコンゴ駐屯地(United Nations Force in the Congo, ONUC)となり、分裂状態の政府に対抗する拠点だった。

## 事故や事件
- 2001年12月、南アフリカ発のエア・カタンガのDC-3(ZS-OJD)が着陸事故を起こし大破した[8][9]。